# Petar Pan
Petar Pan je izmišljeni književni lik koji je osmislio škotski romanopisac i dramatičar J. M. Barrie. Kao slobodoumni i nestašni dječak koji može letjeti i nikada ne odraste, Petar Pan provodi svoje beskrajno djetinjstvo u pustolovinama na mitskom otoku u Nigdjezemskoj (eng. Neverland) kao vođa Izgubljenih dječaka, komunicirajući s vilama, gusarima (Kapetan Kuka), sirenama, Indijancima, a povremeno i s običnom djecom iz svijeta izvan Nigdjezemske.
Petar Pan postao je kulturna ikona koja simbolizira mladenačku nevinost i bijeg od stvarnosti. Lik je prikazan u raznim medijima, prilagođavajući i proširujući Barriejeva djela. To uključuje nekoliko filmova, televizijskih serija i mnoga druga djela.
Petar Pan se prvi put pojavio kao lik u Barriejevom romanu za odrasle Mala bijela ptica 1902. Peter je prikazan kao sedmodnevna beba i odletio je iz svoje kolijevke u Kensington Gardensu u Londonu, gdje su ga vile i ptice naučile letjeti. Barrie se dvije godine kasnije vratio liku Petra Pana, stavljajući ga u središte svoje kazališne predstave pod nazivom Petar Pan; ili Dječak koji nije htio odrasti koja je premijerno izvedena 27. prosinca 1904. u Londonu. Nakon uspjeha predstave, Barriejevi izdavači, Hodder i Stoughton, izdvojili su poglavlja o Petru Panu iz Male bijele ptice i objavili ih 1906. pod naslovom Petar Pan u vrtovima Kensingtona, s dodatkom ilustracija Arthura Rackhama. Barrie je kasnije prilagodio i proširio radnju drame iz 1904. u roman, koji je objavljen 1911. kao „Petar i Wendy”.
J. M. Barrie je možda temeljio lik Petra Pana na njegovom starijem bratu Davidu, koji je poginuo u nesreći na klizanju dan prije svog 14. rođendana. Njegova majka i brat smatrali su ga zauvijek dječakom.
Barrie je naručio kip Petra Pana od kipara Georgea Framptona, koji je postavljen preko noći u Kensington Gardensu 30. travnja 1912. kao iznenađenje za djecu Londona. Šest drugih kipova izliveno je iz izvornog kalupa i prikazano diljem svijeta. Godine 2002. Petar Pan se pojavio na seriji britanskih poštanskih markica koje je izdao Royal Mail povodom stote obljetnice Barriejeva lika.